# ヴォイヴォディナ自治州 (1945年-1963年)

ヴォイヴォディナ自治州
Аутономна Покрајина Војводина (セルボ・クロアチア語)

SFRユーゴスラビアにおけるヴォイヴォディナ自治州の位置

ヴォイヴォディナ自治州（ヴォイヴォディナじちしゅうセルビア・クロアチア語:Аутономна Покрајина Војводина / Autonomna Pokrajina Vojvodina）は、1945年から1963年まで存続した、ユーゴスラビア連邦人民共和国の構成国であるセルビア人民共和国の自治州である。1963年の憲法改正によって、ヴォイヴォディナ社会主義自治州と改名された。
ヴォイヴォディナ地方は1945年にセルビアの一部として自治州とされ、その領域にはスレム、バナト、バチュカ地方を含むものとされた。かつてのユーゴスラビア王国時代はドナウ州と呼ばれていたが、この時の決定では歴史的な呼称である「ヴォイヴォディナ」が用いられた。その州都にはノヴィ・サドが指定された。
ヴォイヴォディナ自治州は1945年に設置され、セルビアの枠内での部分的な自治権を持つのみであった。1963年、州の名前は「ヴォイヴォディナ社会主義自治州」へと改められた。1974年のユーゴスラビア連邦の憲法改正では、ヴォイヴォディナはユーゴスラビアの構成要素とされ、ユーゴスラビアの各構成国の代表者1名ずつからなる幹部会でセルビアや他の共和国と対等の1議席を持つことが認められた。